# Centre de glisse d'Alpensia
Le Centre de glisse d'Alpensia (알펜시아 슬라이딩 센터) est la piste de bobsleigh, luge et skeleton des Jeux olympiques de 2018.
La piste occupera une surface de 177 000 m2. Le site est situé à Alpensia dans le village de Yongsan-ri, dans la municipalité de Daegwallyeong-myeon. L'altitude de la piste va de 940 m à 800 m au niveau de la ligne d'arrivée.
La construction du Centre de glisse d'Alpensia a commencé en mars 2014 et s'achèvera à la fin de 2016 avec les préparatifs finaux du centre prévus pour la fin de 2017.